# Franz Wagner (Handballspieler)
Franz Wagner (* 9. März 1948 in Felsberg) ist ein ehemaliger deutscher Handballspieler.

## Leben und Karriere
Franz Wagner wuchs in der nordhessischen Kleinstadt Felsberg im heutigen Schwalm-Eder-Kreis auf und begann 1958 mit dem Handballsport, damals noch auf dem Großfeld. 1964 wurde er mit der A-Jugend von Eintracht Felsberg nordhessischer Vizemeister und hatte bald darauf maßgeblichen Anteil am Aufstieg der Felsberger Herrenmannschaft in die Verbandsliga Hessen. Den Höhepunkt erreichte die Felsberger Mannschaft 1968 mit dem Aufstieg in die Feldhandball Oberliga Südwest, die damals zweithöchste Spielklasse in Deutschland.
1971 wechselte er zum KSV Baunatal in die Hallenhandball Regionalliga Südwest und belegte mit dieser Mannschaft den 2. Tabellenplatz. Nach seiner Rückkehr zu Eintracht Felsberg 1973 und einem erneuten kurzen Gastspiel beim KSV Baunatal schloss er sich im April 1977 dem benachbarten Regionalligisten TSV Jahn Gensungen  an.
Mit Jahn Gensungen feierte er seine größten Erfolge, mit dem Höhepunkt des Aufstiegs in der 1. Bundesliga im Jahr 1978. In der Bundesliga-Saison 1978/79 erzielte er in 24 Spielen 91 Tore, darunter 18 durch Siebenmeter. Für Gensungen und die nachfolgende Spielgemeinschaft HSG Gensungen/Felsberg ging er bis 1991 in über 600 Spielen auf Torejagd, ehe er als Spielertrainer noch einmal zum KSV Baunatal wechselte. In seinem letzten Pflichtspiel am 28. März 1992, kurz nach seinem 44. Geburtstag, traf er zum Karriereende sechsmal ins gegnerische Tor.

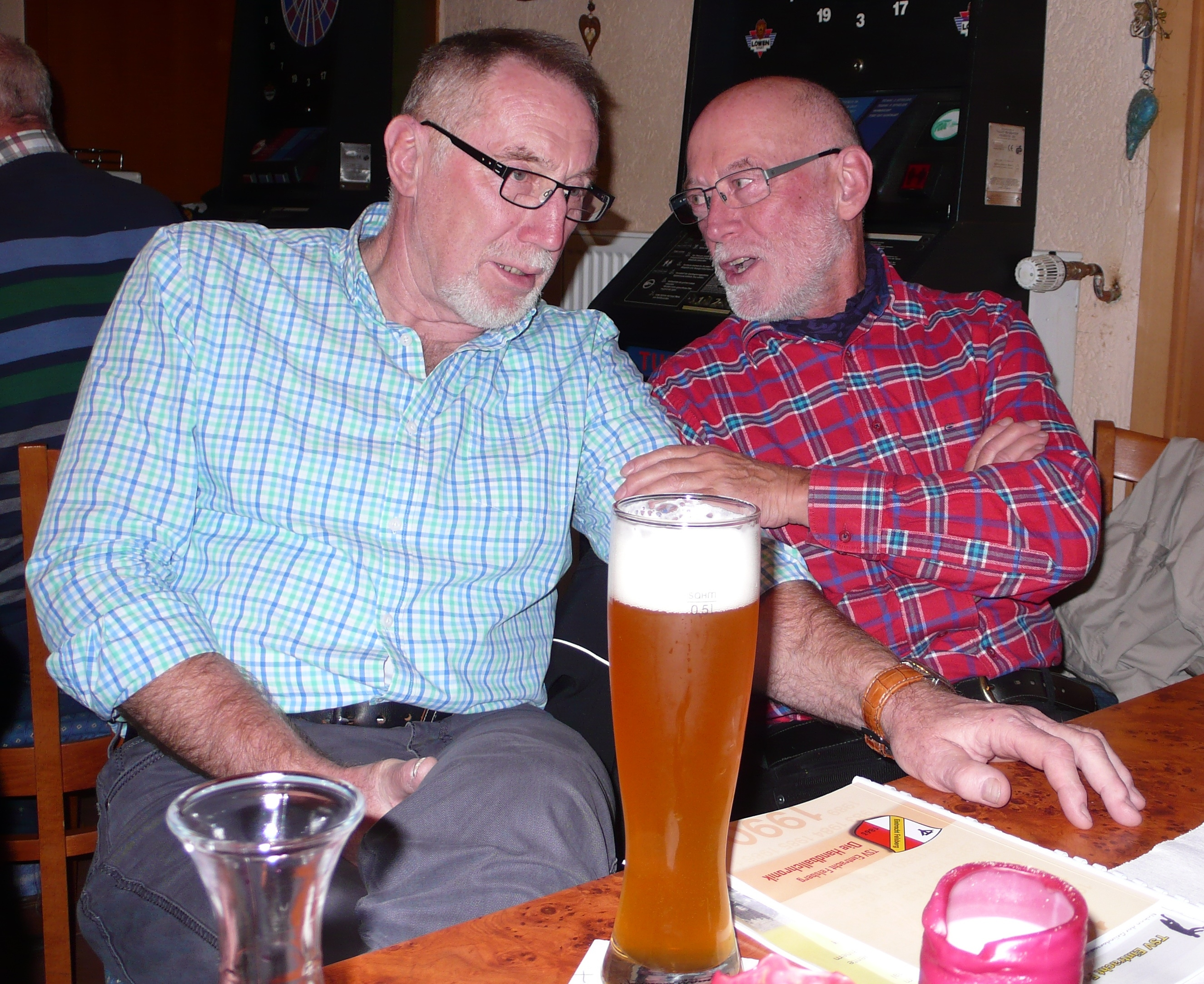
Franz Wagner (links) im Oktober 2015 mit dem 2018 verstorbenen Eintracht Torwart Manfred Hagemann

Rückblickendes Zitat von Franz Wagner zur Bundesligasaison: „Als erstes erinnere ich mich an unseren Auftritt in Kiel. Beim Einlaufen in die mit 7.000 Zuschauern ausverkaufte Ostseehalle habe ich mir damals gesagt, Franz, die ganze Schinderei im Training hat sich doch gelohnt. Auch unser Saison-Auftakt in Gummersbach ist mir noch gut in Erinnerung. Wir haben zwar 14:25 verloren, doch beim Gegner spielten die Weltmeister Deckarm, Wunderlich, Fey, Rauer und Heiner Brand.“
Franz Wagner arbeitete bis zu seinem Ruhestand als Gruppenführer im Ausbesserungswerk der Deutschen Bundesbahn in Kassel. 
Aus Anlass seines 70. Geburtstages ernannte ihn sein Stammverein Eintracht Felsberg zum Ehrenmitglied.

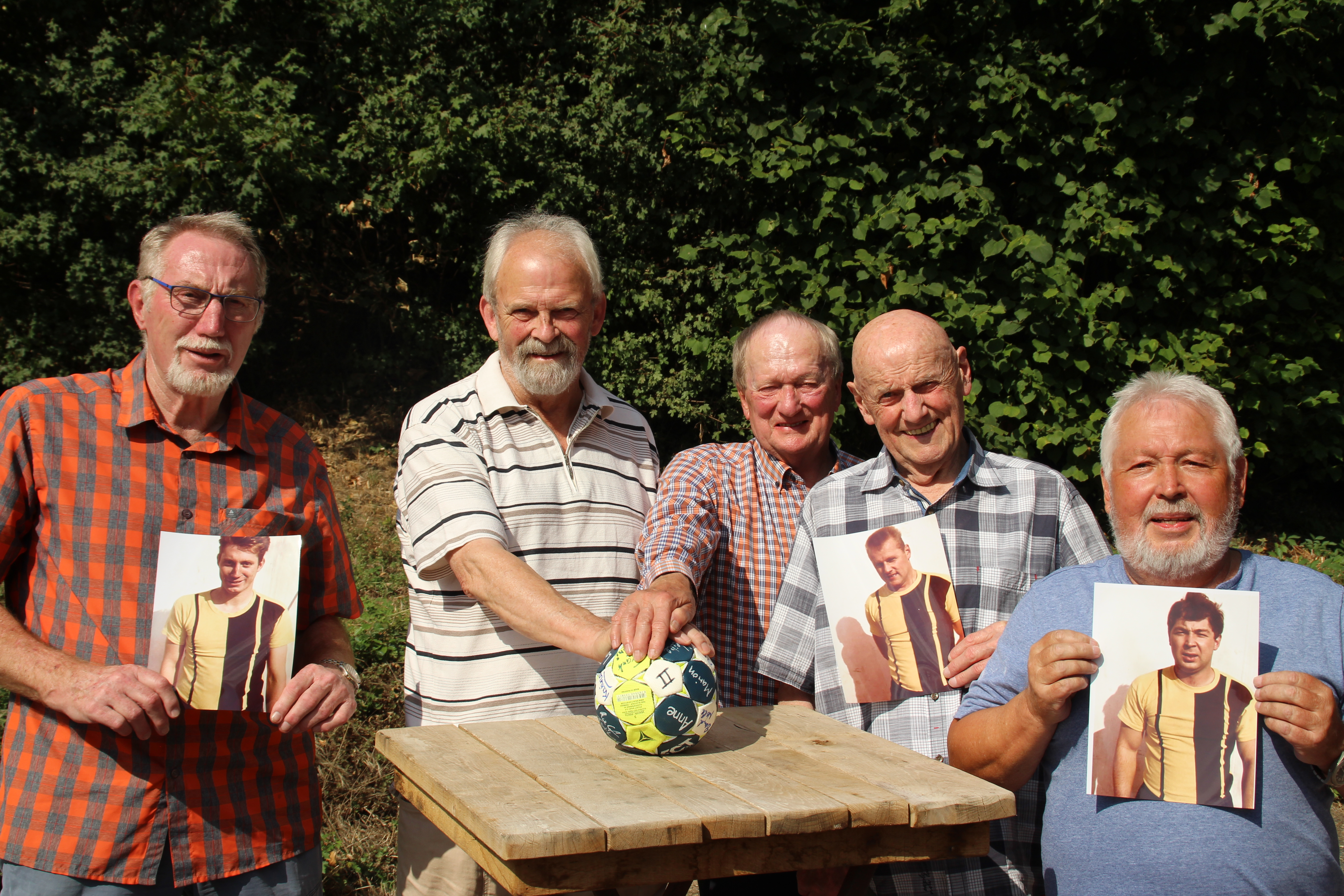
Franz Wagner (links) mit seinen ehemaligen Mitspielern aus der 1968er Feldhandball Mannschaft von Eintracht Felsberg Jürgen Eichel, Kurt Wenderoth, Adolf Kraft und Werner Freudenstein